# Family Guy (4.ª temporada)
A quarta temporada da série de animação humorística Family Guy foi ao ar originalmente na Fox a partir de 1 de maio de 2005, e permaneceu no ar até 21 de maio de 2006. A temporada constitui de 30 episódios, tornando-se a temporada com maior duração até então, com seu roteiro dirigido por Seth MacFarlane e David Zuckerman.
A primeira metade da temporada está incluída no volume 3 do conjunto de DVDs, que foi lançado em 29 de novembro de 2005, e a segunda metade está incluído no volume 4, que foi lançado em 14 de novembro de 2006.
Os três últimos episódios da 4ª temporada foram a base para um filme, conhecido como Stewie Griffin: The Untold Story, e a Fox não considera esses episódios na contagem oficial de episódios.[carece de fontes?]
O Family Guy foi cancelado em 2002 devido a baixa audiência, mas foi revivido pela Fox depois que as reprises na Adult Swim se tornaram o programa mais assistido da rede e mais de três milhões de DVDs do show foram vendidas. "Intriga Nacional" (em inglês "North by North Quahog") foi o primeiro episódio no ar após o renascimento da série.

## Desenvolvimento

### Conceito
MacFarlane foi quem teve a ideia inicial de Family Guy, no ano de 1995, por causa de sua faculdade, foi requerida que ele criasse um curta tese para mostrar seu desempenho universitário.

Larry (à esquerda) e Steve (à direita), como eles apareceram em Larry & Steve.

Foi daí em que criou o primeiro projeto, chamando-o de The Life of Larry (traduzindo para o português "A vida de Larry"). Logo após, ele deu continuidade ao projeto, criando outro curta em 1996, chamado Larry and Steve, onde havia um personagem com o nome Larry e um cachorro intelectual, chamado Steve; o curta foi ao ar em 1997 na World Premiere Toons, programa de TV da Cartoon Network.
Executivos da Fox viram os curtas e contratam MacFarlane para criar uma série baseada nos personagens, cujo nome seria Family Guy. O grupo propôs que o criador completasse um curta de 15 minutos e deu um orçamento de $50,000 mil dólares.
Diversos aspectos do seriado foram inspirados nos curtas de Larry. Enquanto trabalhava na série, Larry e Steve se tornariam lentamente Peter e Brian.

### Produção

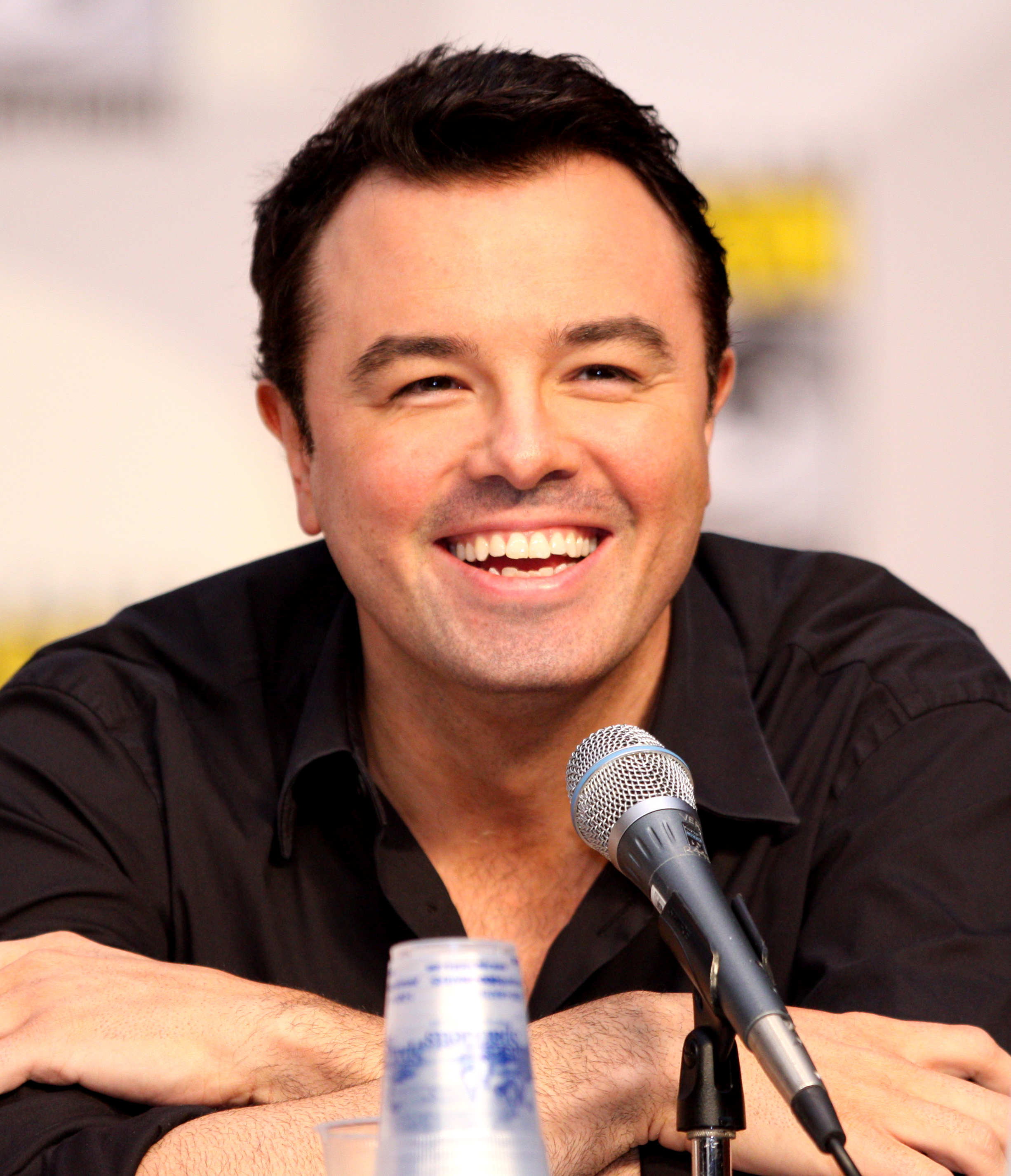
MacFarlane, quem teve a ideia inicial ao Family Guy, numa faculdade.

O show foi cancelado pela primeira vez após a segunda temporada de 1999-2000, mas depois de um adiamento de última hora, voltou para uma terceira temporada em 2001. Em 2002, a série foi cancelada após três temporadas devido as baixas avaliações. Após feito um acordo de venda da série, foi feito um reprise, e após isto, Family Guy conseguiu bastante vendas e por consequência, as produções tiveram continuidade, dando partida a 4º temporada, em dois volumes de DVDs, o volume 3 e 4.A Cartoon Network foi quem comprou os direitos, "[...] basicamente de graça", de acordo com o presidente da 20th Century Fox Television Production, e após a compra e as reprises, Family Guy tomou um novo rumo, e em 2004 teve seu retorno garantido após o sucesso em vendas através de DVDs, que alcançaram cerca de 2 milhões de vendas em um único ano.
"Quando vimos a forma como a base de fãs reagiu, obviamente nos fez pensar que havia um público muito puro que o seguiria em qualquer lugar", diz Gary Newman, da 20th Century Fox.
Mas, no sucesso do Family Guy, a 20th Century Fox Television vê uma chance de lucrar ainda mais com DVDs, mercadorias, e o principal: a sindicação para as emissoras de TV locais, o que normalmente requer pelo menos 85 episódios, com 30 episódios no total, sendo os últimos 4 desconsiderado da contagem oficial da Fox.
A partir daí, a quarta temporada teve seu início de produção, onde foram lançados 30 episódios, sendo a temporada com o maior número de episódios até então.

## Lista de episódios
| Nº | Nº           | Título | Diretor(es)                | Escritor(es)                                  | Data da transmissão    | Código de produção | Audiência (em milhões) |
| Na série | Na temporada | Título | Diretor(es)                | Escritor(es)                                  | Data da transmissão    | Código de produção | Audiência (em milhões) |
| --- | ------------ | --- | -------------------------- | --------------------------------------------- | ---------------------- | ------------------ | ---------------------- |
| 51 | 1            | " North by North Quahog" "Intriga Nacional"                                                               | Peter Shin                 | Seth MacFarlane                               | 1 de maio de 2005      | 4ACX01             | 11.85                  |
| Peter e Lois tentam recuperar a magia de seu casamento com uma segunda lua-de-mel, mas são obrigados a fugir de Mel Gibson por terem tentado destruir um de seus filmes. Enquanto isso, Brian e Stewie tentam botar ordem na casa enquanto Peter e Lois não voltam e isso Inclui ajudar Chris com seus Problemas.                                     |              | |                            |                                               |                        |                    |                        |
| 52 | 2            | " Fast Times at Buddy Cianci Jr. High" Tempos Difíceis no Colégio Buddy Cianci, Jr.                       | Pete Michels               | Ken Goin                                      | 8 de maio de 2005      | 4ACX02             | 9.71                   |
| Brian se torna um professor de Inglês substituto, mas é transferido para uma classe de adolescentes problemáticos. Enquanto isso, Chris se apaixona pela substituta de Brian que, ao saber disto, planeja matar seu marido para que possam ficar juntos.                                                                                              |              | |                            |                                               |                        |                    |                        |
| 53 | 3            | " Blind Ambition" Ambição Cega                                                                            | Chuck Klein                | Steve Callaghan                               | 15 de maio de 2005     | 4ACX041            | 9.21                   |
| Notando as últimas realizações de seus amigos, Peter faz tudo que puder para fazer alguma coisa pela qual seja lembrado. Suas ambições, porém, lhe custam a visão. Enquanto isso, o Galo Gigante (de "A Bomba") volta para se vingar de Peter. |              | |                            |                                               |                        |                    |                        |
| 54 | 4            | " Don't Make Me Over" Mudança Radical                                                                     | Sarah Frost                | Gene Laufenberg                               | 5 de junho de 2005     | 4ACX03             | 7.23                   |
| Meg passa por uma extrema mudança para aumentar sua confiança. Enquanto isso, Peter planeja montar uma banda de rock, e o consegue com a beleza de Meg e a voz de Chris. |              | |                            |                                               |                        |                    |                        |
| 55 | 5            | " The Cleveland–Loretta Quagmire" O Cleveland-Loretta Quagmire                                            | James Purdum               | Mike Henry & Patrick Henry                    | 12 de junho de 2005    | 4ACX03             | 8.35                   |
| Quando Loretta tem um caso com Quagmire e se divorcia de Cleveland por achá-lo chato, Peter decide ensinar Cleveland a demonstrar seus sentimentos. Seu plano parece funcionar, pois Cleveland agora quer matar Quagmire e Peter deve salvá-lo de sua ira.                                                                                            |              | |                            |                                               |                        |                    |                        |
| 56 | 6            | " Petarded" Petardado                                                                                     | Seth Kearsley              | Alec Sulkin & Wellesley Wild                  | 19 de junho de 2005    | 4ACX09             | 7.23                   |
| Peter se torna tão convencido de que é um gênio que Brian decide testar seu Q.I. O teste então revela que Peter é um retardado mental. Sua condição se espalha publicamente, e Peter inicialmente se sente isolado da sociedade até que descobre os mimos que vêm com a simpatia do povo.                                                             |              | |                            |                                               |                        |                    |                        |
| 57 | 7            | " Brian the Bachelor" Brian, o Solteirão                                                                  | Dan Povenmire              | Mark Hentemann                                | 26 de junho de 2005    | 4ACX10             | 7.29                   |
| Brian aparece no reality show The Bachelorette pensando que não vai ganhar, mas se apaixona pela Bachelorette quando a vê mais do que como uma atriz. Enquanto isso, Chris se torna amigo de uma espinha falante que cresce em sua cara que o manda fazer maldades.                                                                                   |              | |                            |                                               |                        |                    |                        |
| 58 | 8            | " 8 Simple Rules for Buying My Teenage Daughter" 8 Regrinhas Básicas Para Comprar Minha Filha Adolescente | Greg Colton                | Patrick Meighan                               | 10 de julho de 2005    | 4ACX11             | 6.1                    |
| Peter oferece Meg ao filho de Mort Goldman, Neil, para poder pagar uma dívida na farmácia. Meg obviamente é contra a ideia no início, mas quando descobre que Neil arrumou uma namorada, fica enciumada. Enquanto isso, Stewie se apaixona por uma bela babá que já tem namorado.                                                                     |              | |                            |                                               |                        |                    |                        |
| 59 | 9            | " Breaking Out Is Hard to Do" É Difícil Parar                                                             | Kurt Dumas                 | Tom Devanney                                  | 17 de julho de 2005    | 4ACX12             | 5.75                   |
| Lois se torna uma cleptomaníaca ao descobrir a emoção de roubar lojas, mas é presa ao tentar roubar uma pintura. Os Griffins não agüentam viver sem ela, então a salvam da prisão e se mudam para outra cidade, se tornando fugitivos. |              | |                            |                                               |                        |                    |                        |
| 60 | 10           | " Model Misbehavior" Mau Comportamento                                                                    | Sarah Frost                | Steve Callaghan                               | 24 de julho de 2005    | 4ACX13             | 6.73                   |
| Lois realiza seu sonho de se tornar modelo ao aparecer de roupas íntimas num jornal. Peter, porém, fica preocupado devido ao fato de Lois poder perder sua noção de realidade. Enquanto isso, Brian tenta arranjar dinheiro para uma operação de teníase.                                                                                             |              | |                            |                                               |                        |                    |                        |
| 61 | 11           | " Peter's Got Woods" Peter e James Woods                                                                  | Chuck Klein & Zac Moncrief | Danny Smith                                   | 11 de setembro de 2005 | 4ACX14             | 9.22                   |
| Brian se apaixona por uma professora negra e pede para mudar o nome do colégio somente para agradá-la. Peter se sente inseguro quanto a isto e pede para James Woods consertar a situação. Peter então se torna o melhor amigo de James e esquece Brian.                                                                                              |              | |                            |                                               |                        |                    |                        |
| 62 | 12           | " Perfect Castaway" O Naufrágio Perfeito                                                                  | James Purdum               | John Viener                                   | 18 de setembro de 2005 | 4ACX15             | 8.68                   |
| Peter e seus amigos naufragam, e Lois se casa com Brian achando que Peter morreu. Ela fica feliz ao saber que Peter está bem, mas deverá escolher entre sua afeição por Peter e seu compromisso com Brian. |              | |                            |                                               |                        |                    |                        |
| 63 | 13           | " Jungle Love"" Amor Selvagem                                                                             | Seth Kearsley              | Mark Hentemann                                | 25 de setembro de 2005 | 4ACX16             | 8.56                   |
| Chris foge de sua escola e entra para as Tropas da Paz. Mas quando se apaixona pela filha de um chefe nativo, nunca mais poderá voltar para casa. Enquanto isso, Peter arruma emprego na cervejaria Patriota Pawtucket. |              | |                            |                                               |                        |                    |                        |
| 64 | 14           | " PTV" PTV                                                                                                | Dan Povenmire              | Alec Sulkin & Wellesley Wild                  | 6 de novembro de 2005  | 4ACX17             | 7.98                   |
| Um "problema técnico" ocorre durante a entrega de um prêmio, o que faz a FCC fiscalizar ainda mais o conteúdo dos programas de TV. Infuriado, Peter cria seu próprio canal de TV, repleto de programação obscena. |              | |                            |                                               |                        |                    |                        |
| 65 | 15           | " Brian Goes Back to College" Brian Volta à Faculdade                                                     | Greg Colton                | Matt Fleckenstein                             | 13 de novembro de 2005 | 4ACX18             | 9.20                   |
| Quando é revelado que Brian não terminou a faculdade, ele decide então voltar para conclui-la. Porém, ele deve esquecer suas tentações de colar para poder passar. Enquanto isso, Peter, Quagmire, Cleveland e Joe se tornam o novo "The A-Team" ao ganharem um concurso de fantasias.                                                                |              | |                            |                                               |                        |                    |                        |
| 66 | 16           | " The Courtship of Stewie's Father" A Cortesia do Pai de Stewie                                           | Kurt Dumas                 | Kirker Butler                                 | 20 de novembro de 2005 | 4ACX19             | 9.08                   |
| Lois pensa que o comportamento matricida de Stewie é somente uma tentativa para chamar a atenção do pai, então faz Peter criar laços com Stewie, apesar de eles pregarem peças nela. Enquanto isso, Chris é obrigado a fazer tarefas para o velho Herbert ao quebrar sua janela, o que faz Herbert ficar mais perto de Chris do que nunca.            |              | |                            |                                               |                        |                    |                        |
| 67 | 17           | " The Fat Guy Strangler" O Estrangulador de Gordos                                                        | Sarah Frost                | Chris Sheridan                                | 27 de novembro de 2005 | 4ACX20             | 9.85                   |
| Lois descobre que tem um irmão internado num hospício devido a um incidente traumático com Jackie Gleason e que odeia gordos. Enquanto isso, Peter começa um grupo de advocacia para obesos ao ser chamado de gordo pelo doutor. |              | |                            |                                               |                        |                    |                        |
| 68 | 18           | " The Father, the Son, and the Holy Fonz" Em Nome do Pai, do Filho e do Santo Fonz                        | James Purdum               | Danny Smith                                   | 18 de dezembro de 2005 | 4ACX22             | 8.26                   |
| Ao não conseguir achar uma religião que queira seguir, Peter cria sua própria, baseada no culto ao personagem Fonzie, da série Happy Days, que se torna muito popular. Enquanto isso, Stewie é obrigado a viver confinado numa bolha de plástico após ser diagnosticado com um sistema imunológico fraco ao ser mergulhado em água benta contaminada. |              | |                            |                                               |                        |                    |                        |
| 69 | 19           | " Brian Sings and Swings" Brian Canta e Dança                                                             | Chuck Klein & Zac Moncrief | Michael Rowe                                  | 8 de janeiro de 2006   | 4ACX21             | 8.10                   |
| Brian entra em depressão ao ser atropelado por um carro, mas encontra um novo rumo na vida ao se tornar acompanhante de Frank Sinatra Jr.. Enquanto isso, Meg finge ser lésbica para se enturmar num grupo de meninas lésbicas. |              | |                            |                                               |                        |                    |                        |
| 70 | 20           | " Patriot Games" Jogos Patrióticos                                                                        | Cyndi Tang                 | Mike Henry                                    | 29 de janeiro de 2006  | 4ACX25             | 9.08                   |
| Peter se torna um jogador dos New England Patriots a pedido de Tom Brady. Enquanto essa, Stewie se torna um marcador de apostas e deve tomar medidas drásticas para fazer Brian o pagar. |              | |                            |                                               |                        |                    |                        |
| 71 | 21           | " I Take Thee Quagmire" Eu Te Aceito, Quagmire                                                            | Seth Kearsley              | Tom Maxwell & Don Woodard and Steve Callaghan | 12 de março de 2006    | 4ACX23             | 8.06                   |
| Quagmire se apaixona pela empregada que Peter ganhou num programa de TV e acabam se casando, mas Quagmire muda de ideia e tenta se separar. Enquanto isso, Lois tenta desmamar Stewie. |              | |                            |                                               |                        |                    |                        |
| 72 | 22           | " Sibling Rivalry" Rivalidade Fraterna                                                                    | Dan Povenmire              | Cherry Chevapravatdumrong                     | 26 de março de 2006    | 4ACX24             | 7.95                   |
| O meio-irmão de Stewie, Bertam (visto pela primeira vez em "Emissão Impossível") nasce, e batalha contra Stewie pelo controle do parquinho. Enquanto isso, Peter faz uma vasectomia que deixa sua vida sexual com Lois parada |              | |                            |                                               |                        |                    |                        |
| 73 | 23           | " Deep Throats" Gargantas Profundas                                                                       | Greg Colton                | Alex Borstein                                 | 9 de abril de 2006     | 4ACX26             | 7.88                   |
| Brian tenta expor a cidade de Quahog que o prefeito Adam West é corrupto. Enquanto isso, Peter e Lois começam a fumar maconha para conseguirem inspiração para um show de talentos. |              | |                            |                                               |                        |                    |                        |
| 74 | 24           | " Peterotica" Peterótico                                                                                  | Kurt Dumas                 | Patrick Meighan                               | 23 de abril de 2006    | 4ACX27             | 7.82                   |
| Peter lê um livro erótico que acha ruim, então começa a sua própria série. Porém, ele acaba fazendo com que Carter Pewterschmidt (o editor) perca todo o seu dinheiro, e Peter deve fazê-lo a se acostumar a uma nova vida. |              | |                            |                                               |                        |                    |                        |
| 75 | 25           | " You May Now Kiss the... Uh... Guy Who Receives" Você Agora Pode Beijar... Hã... Esse Cara               | Dominic Polcino            | David A. Goodman                              | 9 de abril de 2006     | 4ACX27             | 7.82                   |
| O prefeito West tenta banir o casamento gay em Quahog, e Brian vai à luta para conquistar o direito de seu primo Jasper se casar. Enquanto isso, Chris se torna um republicano para poder namorar uma menina. |              | |                            |                                               |                        |                    |                        |
| 76 | 26           | " Petergeist" Petergeist                                                                                  | Sarah Frost                | Alec Sulkin & Wellesley Wild                  | 9 de abril de 2006     | 4ACX27             | 7.85                   |
| Peter decide construir um multiplex para poder superar o home theater de Joe, mas acaba encontrando um cemitério indígena no seu quintal. Como resultado, um fantasma passa a assombrar a casa dos Griffins e espíritos tentam levar Stewie para o além, e cada vez mais eventos estranhos acontecem.                                                 |              | |                            |                                               |                        |                    |                        |
| 77 | 27           | " The Griffin Family History" História Familiar                                                           | Zac Moncrief               | John Viener                                   | 9 de abril de 2006     | 4ACX27             | 7.87                   |
| Durante um assalto na casa dos Griffins, a família se esconde no porão. Peter, então, conta para a família a história de sua louca descendência. |              | |                            |                                               |                        |                    |                        |
| 78 | 28           | " Stewie B. Goode" Stewie B. Goode (Parte 1)                                                              | Pete Michels               | Gary Janetti & Chris Sheridan                 | 9 de abril de 2006     | 4ACX27             | 7.88                   |
| Ao tentar matar um menino do qual não gosta, Stewie tem uma experiência de quase-morte onde vai parar no inferno, o que faz com que ele decida ser mais bonzinho. Enquanto isso, Peter arruma um emprego no jornal. |              | |                            |                                               |                        |                    |                        |
| 79 | 29           | " Bango Was His Name, Oh!" Chana Era o Nome Dele! (Parte 2)                                               | Pete Michels               | Alex Borstein                                 | 9 de abril de 2006     | 4ACX27             | 7.88                   |
| Stewie assiste a TV e nota um homem muito semelhante a ele. Stewie e Brian partem rumo a San Francisco para encontrá-lo, pois Stewie acredita que este homem seja seu pai. |              | |                            |                                               |                        |                    |                        |
| 80 | 30           | " Stu and Stewie's Excellent Adventure" A Excelente Aventura de Stu e Stewie (Parte 3)                    | Pete Michels               | Steve Callaghan                               | 9 de abril de 2006     | 4ACX27             | 7.88                   |
| Após encontrar seu 'eu' do futuro, Stewie viaja no tempo e descobre que será praticamente um fracassado. O motivo de suas mudanças radicais na vida: a experiência de quase-morte (ocorrida no ep. 28). |              | |                            |                                               |                        |                    |                        |